# Cololejeunea quadridentata
Cololejeunea quadridentata är en bladmossart som först beskrevs av Sinske Hattori, och fick sitt nu gällande namn av Riclef Grolle. Cololejeunea quadridentata ingår i släktet Cololejeunea och familjen Lejeuneaceae. Inga underarter finns listade i Catalogue of Life.